# Rhorus angulatus
Rhorus angulatus là một loài tò vò trong họ Ichneumonidae.